# Bureau of Alcohol, Tobacco, Firearms and Explosives

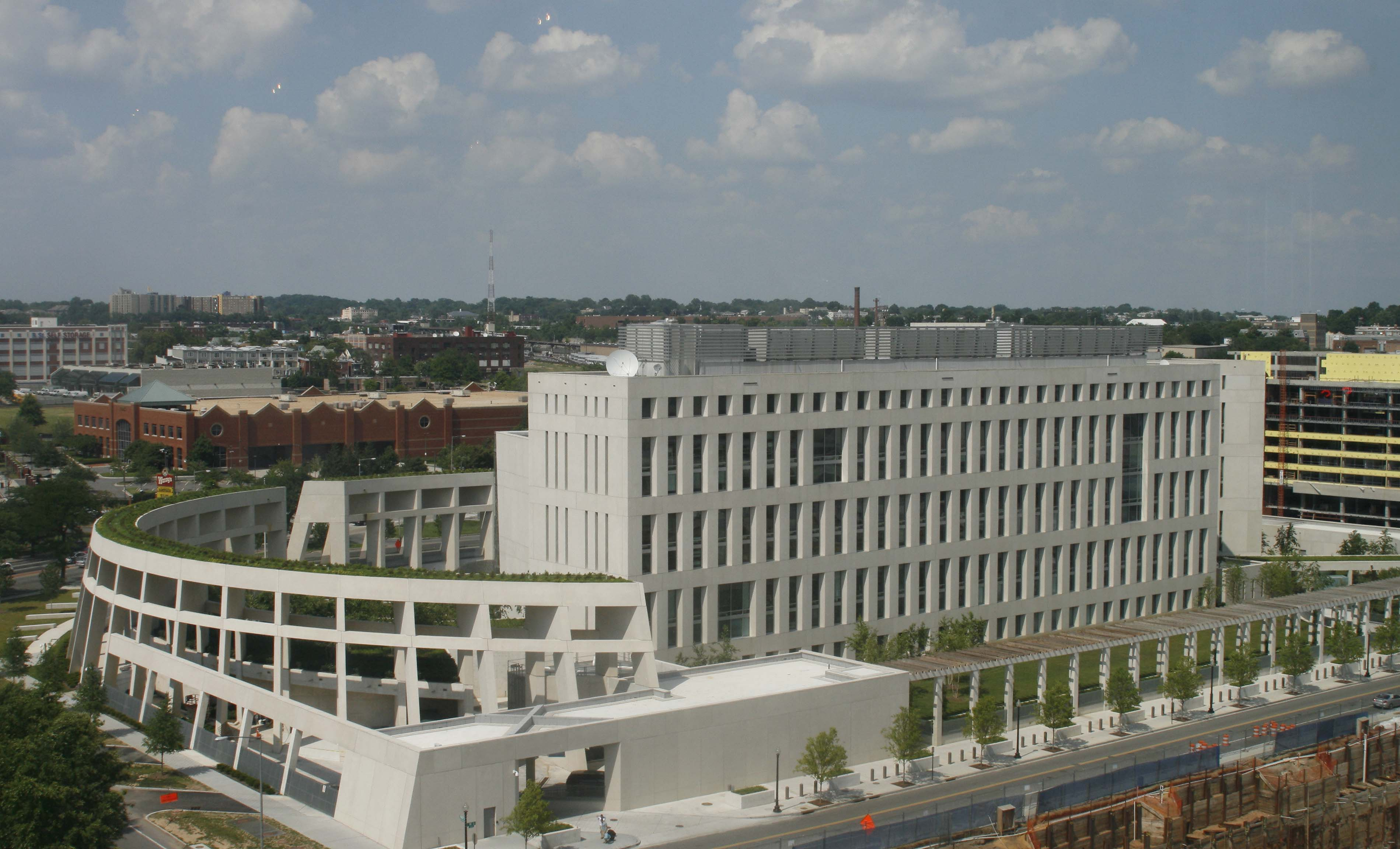
Siedziba ATF w Waszyngtonie

Bureau of Alcohol, Tobacco, Firearms and Explosives lub ATF (Biuro ds. Alkoholu, Tytoniu, Broni Palnej oraz Materiałów Wybuchowych) – agencja federalna Stanów Zjednoczonych utworzona 1 lipca 1972, zajmująca się przestępstwami i ich zapobieganiem, także przestrzeganiem regulacji i przepisów federalnych w obrębie zawartym w jej nazwie.